# Äthiopische Demokratische Einheitspartei

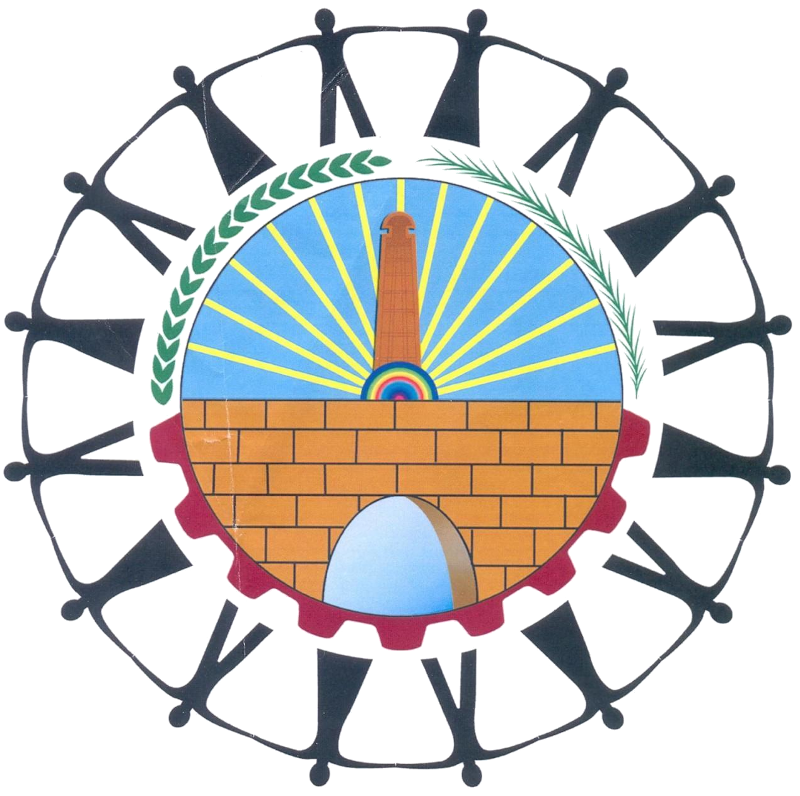
Parteilogo der Äthiopischen Demokratischen Partei

Die Äthiopische Demokratische Einheits-Partei (englisch Ethiopian Democratic Unity Party, Abkürzung EDUP), ehemals bekannt als die Äthiopische Demokratische Union (englisch Ethiopian Democratic Union, Abkürzung EDU) oder auch Teranafit (vorher eine separate Gruppe in Shire, bevor sie mit der EDU fusionierte), ist eine konservativ-royalistische Partei in Äthiopien, die bis 1991 als Rebellengruppe in Opposition zum Derg-Regime stand.
Die Äthiopische Demokratische Union schloss sich mit der Äthiopischen Demokratischen Partei zur heutigen Äthiopischen Demokratischen Einheits-Partei (EDUP) zusammen. Die Äthiopische Demokratische Einheits-Partei ist unter den politischen Parteien, welche die United Ethiopian Democratic Forces (UEDF) bilden, eines der beiden größten oppositionellen Parteienbündnisse. Bei den Parlamentswahlen 2005 gewannen die UEDF insgesamt 52 der 627 Sitze im Volksrepräsentantenhaus.

## Geschichte
Die Organisation wurde als Äthiopische Demokratische Union im September 1974 direkt im Anschluss des militärischen Umsturzes des gleichen Jahres gegründet, als der äthiopische Kaiser Haile Selassie vom Thron gestürzt und eine neue Militärregierung installiert wurde. Die Äthiopische Demokratische Union (EDU) verfolgte von Anfang an eine konservative Agenda. Gegründet unter der Führung des Prinzen von Tigray, Ras Mengesha Seyyum, bestand die Parteibasis der Äthiopischen Demokratischen Union aus Großgrundbesitzern, welche sich gegen die Nationalisierung ihrer Ländereien widerstrebten, aus Monarchisten, hochrangigen militärischen Offizieren, die ersetzt wurden von Meuterern welche den Coup gegen den Kaiser geführt haben, sowie aus reaktionären und zentristischen Abweichlern innerhalb der marxistisch-leninistischen Derg.
Ab Mitte 1976 bis zum Jahr 1977 strahlte die Äthiopische Demokratische Union Radioprogramme nach Äthiopien von Sudan aus und startete gleichzeitig eine militärische Kampagne nach Begemder, bei der sie beinahe Gondar einnahm. Obwohl demokratische Ideale von der Partei angesprochen wurden, die auch vage eine konstitutionelle Monarchie befürwortete, war ihr politisches Programm niemals deutlich, ein Fehler, welches später die Äthiopische Demokratische Union selbst schwächte und zur Spaltung ihrer verschiedenen politischen Fraktionen führte. Ethnische Rivalitäten zwischen tigrayischen Loyalisten um Ras Mengesha und den nicht-tigrayischen Elementen der Äthiopischen Demokratischen Union weiteten die Spaltung zusätzlich aus.
Andere Rebellenbewegungen, wie die Äthiopische Revolutionäre Volkspartei in Begemder und die Gesamtäthiopische Sozialistische Bewegung, opponierten die Äthiopische Demokratische Union meistens, kämpften gegen sie und halfen sogar den Derg-Kräften, die EDU aus den Regionen, die sie besetzt hält, zu vertreiben. Im Jahr 1978 spaltete sich die Führung der EDU aufgrund der ernsten politischen Differenzen, die sich immer weiterentwickelten. Die EDU zog sich schließlich aus dem bewaffneten Kampf gegen das Derg-Regime zurück. Es blieb bei den äthiopischen Exilgemeinden aktiv, insbesondere in Europa und im Sudan.
Nachdem die Volksbefreiungsfront von Tigray und die mit ihr verbündeten Parteien innerhalb der Revolutionären Demokratischen Front der Äthiopischen Völker die Macht im Land übernahmen, reorganisierte sich die Äthiopische Demokratische Union in der Hauptstadt Addis Abeba wieder als legale oppositionelle Partei. Die Partei hatte sogar bei der Konferenz in London, welches die Übergangsregierung Äthiopiens etablieren sollte, einen Repräsentanten.